# اليكس ديسكاس
اليكس ديسكاس (بالفرنسية: Alex Descas)‏
```
هو 
ممثل
 
فرنسي
، ولد في 1958 في 
فرنسا
.
[
1
]
```

## أعمال

### أفلام
- (2003) قهوة وسجائر[2]
- (2009) حدود السيطرة[3][4]
- (2013) العشاق فقط يبقون أحياء[5][6]
- (2016) شوكولا[7][8][9]

## وصلات خارجية
- اليكس ديسكاس على موقع IMDb (الإنجليزية)
- اليكس ديسكاس على موقع قاعدة بيانات الأفلام العربية
- اليكس ديسكاس على موقع ألو سيني (الفرنسية)
- اليكس ديسكاس على موقع تيرنر كلاسيك موفيز (الإنجليزية)
- اليكس ديسكاس على موقع أول موفي (الإنجليزية)
- اليكس ديسكاس على موقع قاعدة بيانات الأفلام السويدية (السويدية)
- اليكس ديسكاس على موقع قاعدة بيانات الفيلم (الإنجليزية)
- اليكس ديسكاس على موقع كينوبويسك (الروسية)